# Pudas
Pudas is een dorp binnen de Zweedse gemeente Övertorneå. Pudas zou riviermonding betekenen, omdat ten zuiden van het dorp de "delta" van de Torne begint, dat wil zeggen dat ten zuiden van Pudas veel eilanden in de rivier liggen; de rivier vertakt zich nauwelijks. Ten noorden aan de overzijde van de Soukolorivier, die hier de Torne instroomt, ligt het dorpentrio Maaherra, Aili en Kieri.
Bestuurscentrum: Övertorneå waaronder Turovaara
Tätort: Hedenäset · Juoksengi · Svanstein
Småort: Aapua · Haapakylä · Jänkisjärvi · Kuivakangas · Maaherra, Aili en Kieri · Neistenkangas · Pello · Poikkijärvi · Pudas · Rantajärvi
Overig: Alkullen · Armasjärvi · Bäckesta · Ekfors · Härkäsaadio · Hirvijärvi · Kannusjärvi · Kukasjärvi · Koutojärvi · Kuurajärvi · Kuusijärvi · Liehittäjä · Littiäinen · Luppio · Matojärvi · Mettäjärvi · Mukkajärvi · Oja · Olkamangi · Orjasjärvi · Pallakka · Penttäjä · Persomajärvi · Pirttijärvi · Potila · Puhkuri · Raitajärvi · Risudden-Vitsaniemi · Ruokojärvi · Ruskola · Siekasjärvi · Soukolojärvi · Soukolojoki · Vyöni · Ylinenjärvi · Ylinenjoki